# 29986 Shunsuke
29986 Shunsuke (1999 XW37) là một tiểu hành tinh vành đai chính được phát hiện ngày 3 tháng 12 năm 1999 bởi Akimasa Nakamura ở Kuma Kogen.
Nó được đặt theo tên cầu thủ bóng đá Nhật Bản Nakamura Shunsuke.